# La nación por construir
La Nación por construir. Utopía, pensamiento y compromiso es un libro publicado por primera vez en español en el año 2005. Escrito por el entonces cardenal argentino Jorge Mario Bergoglio (luego papa Francisco), el libro recoge las palabras que el propio Bergoglio pronunció en su exposición del 25 de junio de 2005, en ocasión de la VIII Jornada de Pastoral Social de la Conferencia Episcopal Argentina. Su primera edición de 2000 ejemplares se agotó en 15 días.

## Contenido
Este libro del cardenal Bergoglio resulta una guía, lúcida y eficaz en orden a la reconstrucción de los vínculos de la comunidad nacional para la República Argentina. Se trata del pensamiento teológico y sociológico del cardenal Bergoglio referido a las cuestiones del desarrollo de la Nación desde la perspectiva de la doctrina de la Iglesia católica. 
El libro sintetiza de manera ordenada y sistemática el pensamiento del entonces arzobispo de Buenos Aires sobre la cuestión social, aportando al trabajo por el bien común de Argentina.
Contiene un «bergoglismo»", la palabra «telostipo», una palabra amalgamada de los términos griegos τέλος (telos), y τύπος (tipo).
Se considera que la resonancia del libro se debió en parte a las fuertes críticas que formuló a las internas partidarias, al advertir sobre la «partidocracia» y el «internismo faccioso», aunque con una revalorización de la política como actividad.